# Csány
Csány is een plaats (község) en gemeente in het Hongaarse comitaat Heves. Csány telt 2322 inwoners (2002).